# スーパーパズルボブル
『スーパーパズルボブル』（SuperPuzzleBobble）はタイトーから1999年にリリースされたアーケードゲームである。『パズルボブル』の第5弾。

## ゲームのルール
8方向レバー、1ボタン（ボール発射）でバブルを消していればクリアとなる。全30ステージ。
ボールがデッドラインを超えるとゲームオーバー。

## 新要素
5作目からは2人でパズルのモードが初登場。

## 新フィーチャー＆新アイテム
5作目はデカ泡＆チビ泡、ダンパーが登場。コンシューマー版では初めて「デカ泡」「チビ泡」「ダンパー」「反射ブロック」が搭載された。
デカ泡はフィールド上に登場する、バブル7個分が六角形状に一つになった大きいバブル。バブル7個分なので、通常のバブル一つと繋げるだけで消え、さらにデカ泡以外のバブルが全て消した色に変化する。
チビ泡は発射台とネクストに登場する通常より小さなバブル。小さいので通常の大きさのバブルでは通らない隙間を縫って打ち込むことができる。他のバブルに接触して位置が固定されると通常サイズのバブルに戻る。
メタルバブルはどこにも接着せず、他のバブルを消しながら進み、支点ブロックに当ると消える。
ダンパーはフィールド上に登場するブロック。矢印が書いてあり、バブルを当てると反射した上で、発射台を矢印の方向に動かす。ステージによって発射台がどれだけ動くかかが決まっている。
反射ブロックは壁や天井と同様に、バブルが当たった時と同じ角度で跳ね返る。段落ちしてデッドラインの手前までくると消える。

## 移植版の新要素
プレイステーション2からは隠しキャラを出せる。ゲームキューブはバブルを消した人が勝利の4人対戦モード、20面まで競えるシュートバブルモードもある。
ただし、アーケード版の要素が失われているものも多い。アーケードに登場していたキャラ（デビルン、うーるん、イービィ等）は登場せず、キャラクター選択不可。一部のグラフィックも変わっている。

## キャラクター
前作『パズルボブル4』から続けて登場。
バブルン（1Player）
泡はきドラゴンに姿を変えられた1プレイヤーのキャラクター
ボブルン（2Player）
色が違うバブルンの弟、2プレイヤーのキャラクター
デビルン
悪の最強キャラクター。レーザーを出す。

パズルボブル2から帰ってきたキャラクター
ぱっきー
高性能猫型ロボットのキャラクター。首のねじがゆるく、よく落ちている。
うーるん
プリティーのかわいいキャラクターだが、ナルシストでピンク色が大好き。
まいた
『ちゃっくんぽっぷ』『バブルボブル』『レインボーアイランド』から登場したキャラクター。まいたはタイマー役だが岩を投げたりする。

スーパーの登場キャラクター
ヒバドン
セイウチには似ていないキャラクターだが、パオパオ島の山岳地に暮らす。
あんじゅ
小夜ちゃんには似ていないキャラクターだが、バブルンの新しい友達である。
イービィ
キザなうさぎのキャラクター。手品師。

## 家庭用版の登場キャラクター
モグ
いつも着けているネクタイが自慢の猫。語尾に「～れす」をつけて喋る。メザシが好物らしい。
キャッチ君
ゲームとカラオケが大好きな好青年。とても礼儀正しい。
プカドん
気は優しくて力持ちな格闘技マニア。
あっとまーくん
ロケットにも変身できるロボット。自分を作った博士を探している。
ヲーロ
袖からいろんな物を出してはいたずらをする多趣味なやんちゃ小僧。
トム＆ヤム
カエルの国の大統領を目指す、ドジな兄と臆病な弟のカエルの兄弟。
ピンキー
歌と踊りが大好きなおしゃれな女の子。
ミスT
元ミスユニバースにして元女刑事という、謎の美女。現在はスーパーモデルをしている。
フンギラ
カッツェの番犬。隠しコマンドを入力すると使用可能。
カッツェ
2038歳のおしゃれなおじさん。宇宙征服を目指している。隠しコマンドを入力すると使用可能。

## THE スーパーパズルボブルDX
『THE スーパーパズルボブルDX』はSIMPLE2000シリーズVol.62としてディースリー・パブリッシャーから発売された廉価版。本作と続編である『スーパーパズルボブル2』を収録（『2』のエディットモードを含む）。